# Darius Ruželė
Darius Ruželė (ur. 27 kwietnia 1968) – litewski szachista, arcymistrz od 1996 roku.

## Kariera szachowa
Pierwszy znaczący sukces odniósł w roku 1986 zdobywając tytuł mistrza ZSRR juniorów. Od pierwszych lat 90. do roku 2002 należał do ścisłej czołówki litewskich szachistów.  Pomiędzy 1992 a 2000 rokiem pięciokrotnie wziął udział w szachowych olimpiadach oraz raz wystąpił na drużynowych mistrzostwach Europy w roku 1992 w Debreczynie, gdzie litewscy szachiści osiągnęli duży sukces, zajmując VI miejsce. W 1993 zajął w Wilnie III miejsce (za Vidmantasem Malisauskasem oraz Lembitem Ollem) w turnieju strefowym (eliminacji mistrzostw świata). W 1994 podzielił I miejsce (wraz z m.in. Aleksandrem Oniszczukiem) w otwartym turnieju w Münster. W 1996 odniósł duży sukces, zwyciężając (przed Michaiłem Gurewiczem) w Bonn, natomiast w 2007 r. podzielił I m. (wspólnie z m.in. Anthony Milesem i Władimirem Burmakinem) w Cappelle-la-Grande. W 2000 zwyciężył w turnieju open w Gelsenkirchen oraz zdobył srebrny medal na mistrzostwach Litwy rozegranych w Wilnie. W kolejnym roku zdobył drugi medal mistrzostw kraju, zajmując w Kownie III miejsce.
Najwyższy ranking w karierze osiągnął 1 stycznia 2001 r., z wynikiem 2550 punktów zajmował wówczas 2. miejsce (za Eduardasem Rozentalisrm) wśród litewskich szachistów. Od 2003 r. nie występuje w turniejach klasyfikowanych przez Międzynarodową Federację Szachową.